# Manhasset
Manhasset är en ort i Nassau County i delstaten New York. Enligt 2020 års folkräkning hade Manhasset 8 176 invånare.

## Kända personer från Manhasset
- Billy Crudup, skådespelare
- Patrick McEnroe, tennisspelare